# Фотография
Фото пренасочва насам.  За френското списание вижте Фото (списание).
Фотография (на старогръцки: φως, φωτος – светлина и на старогръцки: γραφω – пиша, писец, четка) се нарича процесът на създаване на изображения на реални обекти с помощта на светлината върху фоточувствителни материали (филм) или електронно. За целта се използват фотоапарати. Фотографията е едновременно теория, техника и метод за съхраняването на видими образи и клон от графичните изкуства, използващ тези техники като средство. Продуктът на фотографията се нарича също фотография или просто снимка.
В по-общия смисъл на думата фотографията е изкуство за получаване на фотоснимки, където основният творчески процес се заключава в търсене и намиране на композиция, подходящо осветление и момент. Всичко това се определя от опита и уменията на фотографа, а също и от неговите предпочитания и вкус. Фотографията има многобройни приложения в изкуството, науката, бизнеса и развлеченията.

## История на фотографията

### Стенопеичен фотоапарат и камера обскура
Възникването на фотографията през XIX век е резултат от няколко важни технически открития. Първото е оптическо.
Дълго преди първите снимки да бъдат направени, китайският философ Мо Ди и гръцките математици Аристотел и Евклид описват стенопеичен фотоапарат в V – IV век пр.н.е. През VI век византийският математик Антимий от Трал използва тип камера обскура в експериментите си, Ибн ал-Хайтам (965 – 1040 г.) изучава камера обскура и стенопеичен фотоапарат и прави първото им описание и точен анализ, Албертус Магнус (1193 – 1280 г.) открива сребърния нитрат, и Жорж Фабрисиус (1516 – 71 г.) открива сребърния хлорид. Даниеле Барбаро описва диафрагмата през 1568 г., а Вилхелм Хомберг описва как светлината прави някои химични вещества да потъмнеят (фотохимичен ефект) през 1694 г.
Много важно откритие за фотографията е камера обскура. По това време тя е в употреба от поне 400 години. Една рисунка на Леонардо да Винчи от 1519 г. показва камера обскура; приблизително по същото време употребата ѝ като помощно средство при рисуване е насърчавана. Този ранен оптичен прибор не съхранява получения образ, а просто проектира това, което се намира пред малкия отвор в стената на затъмнена стая върху отсрещната стена и фактически цялата стая представлявала един огромен фотоапарат без обектив. Самата фраза „камера обскура“ означава буквално „затъмнена стая“. Тя е използвана и за наблюдение на слънчеви затъмнения.
Второто важно откритие е химическо. То също има основи в дълбока древност. Стотици години преди изобретяването на фотографията хората знаят, че някои цветове избеляват на слънцето, кожата на човека потъмнява на слънцето, а скъпоценните камъни искрят, но не успяват да направят съществена разлика между топлина, въздух и светлина. Йохан Хайнрих Шулц (1687 – 1744 г.), физик и професор в Галския университет, Германия, установява през 1724 г., че под влияние на светлината солите на желязото променят цвета си. През 1725 г. той се опитва да направи светещо вещество и случайно смесва тебешир с азотна киселина, която съдържа неголямо количество разтворено сребро. Шулц установява, че когато слънчевата светлина огрее бялата смес, тя става тъмна, докато ако сместа се защити от слънцето, цветът ѝ не се променя. След тези наблюдения той провежда няколко експеримента с букви и цифри, които изрязва от хартия, поставя върху бутилката с приготвения разтвор и след като го осветява, получава фотографски отпечатъци. Професор Шулц публикува данните през 1727 г., но не прави опити да направи изображенията постоянни. Този експеримент обаче предизвика серия от наблюдения, открития и изобретения в областта на химията, които след малко повече от век довеждат до изобретяването на фотографията.

### Първите снимки
Смята се, че първата успешна фотографска снимка е направена през 1822 г., но не се е запазила. Първата, достигнала до нас, е от 1826 г. и е дело на френския изобретател Жозеф Нисефор Ниепс. За фотографска плака той използва полирана калаено-оловна плочка (пютър), покрита с нефтен дериват, наречен юдейска смола, който се втвърдява под въздействието на светлината. Ниепс поставя плаката в камера обскура и я експонира 8 часа със силна слънчева светлина. Този процес обаче се оказва задънена улица и Ниепс започнва да експериментира със сребърни съединения въз основа на откритието на Йохан Хайнрих Шулц, че сребърно-варовиковата смес потъмнява под влиянието на светлината.
Въпреки известни първоначални резерви, на 4 януари 1829 г. Нисефор Ниепс подписва договор за сътрудничество с художника Луи Дагер. Само 4 години по-късно, през 1833 г., Ниепс умира неочаквано от инсулт, но Дагер продължава опитите. Макар и без научно образование, Дагер прави две изключително важни открития. Той открива, че обработването на среброто с йодни пари преди експониране позволява формиране на латентен образ, който след това се проявява с живачни изпарения. По този начин става възможно намаляването на времето за експонация от 8 часа на около 30 минути. Дагер открива също, че така полученият образ може да бъде фиксиран чрез потапяне на плаката в солен разтвор. Резултатът, който получава, е деликатно, сребристо, монохроматично (черно-бяло) и уникално (без възможност за размножаване или дублиране) изображение.
През 1839 г. Дагер официално обявява, че е изобретил фотографски процес, използващ посребрена медна плочка, наречен дагеротипия. Френското правителство купува патента и незабавно го прави публично достояние.
Междувременно Еркюл Флоранс, френско-бразилски изобретател и художник, вече е създал подобен процес през 1832 г. в Бразилия и го нарича фотография. Малко по-рано, от другата страна на Ламанша, английският изобретател Уилям Фокс Талбот вече е открил друг начин за фиксиране на образа, получен чрез сребърния процес, но го пази в тайна. След като научава за изобретението на Дагер, Талбот усъвършенства своята технология, така че да бъде достатъчно бърза и да може да се използва за фотографиране на хора, също като тази на Дагер. Към 1840 г. той е готов с техниката, която сам нарича калотипия. Тя се състои в нанасяне на сребърен хлорид върху хартиен лист с цел получаване на негативен образ като междинен етап. За разлика от дагеротипа, който създава уникални, еднократни образи, калотипният негатив може да се използва за създаване на неограничен брой позитивни снимки.
Фокс Талбот патентова своя процес, което до голяма степен ограничава неговото разпространение. Той прекарва остатъка от живота си в съдебни дела в защита на изобретението си, докато накрая напълно се отказва от фотографията. По-късно неговият процес е доусъвършенстван от Джон Хершел и днес е в основата на технологията, използвана в познатия на всички химически фотографски филм. Той пръв използва термините негатив и позитив.
През март 1851 г. Фредерик Скот Арчър публикува своите открития в „The Chemist“ за процеса с мокра плака и колодий. Това става най-широко използваният процес между 1852 и края на 1860 г., когато е въведена суха плака.

### Разпространение
В първите години дагеротипията се оказва по-популярна, тъй като удовлетворява внезапно възникналото търсене на портретни услуги сред новопоявилата се средна класа в резултат на индустриалната революция. Това търсене, което не може да бъде задоволено нито със средствата на живописта, нито като обем, нито като цена може би се оказва натиска, довел до развитието на фотографията.
Много хора смятат, че дагеротипията е била най-популярният фотографски метод до края на XIX век. В действителност, този процес е в обща употреба само за около едно десетилетие. Дагеротипиите, макар и хубави, са крехки и трудни за копиране. Единична снимка, направена във фотографско студио, струва $1000 сегашни (2006 г.). Поради тези причини дагеротипията скоро е изместена от други процеси:
- Амбротипията, изобретена през 1854 г. от Арчър – позитив върху стъкло със зачернен гръб;
- Тинтипията (феротипия) – образ върху покрита с асфалт желязна плака;
- Албуминов отпечатък (върху напоена със сол хартия) – хартиена фотография, получена с помощта на големи стъклени негативи, най-употребяваният процес при документирането на Американската гражданска война.

Стремежът за усъвършенстване на фотографския процес в посока откриване на евтин начин за правене на голям брой фотографски копия връща изобретателите отново към процеса на Талбот. След серия подобрения през първите 20 години се ражда съвременния фотографски процес.
Голям напредък в стъклените фотографски плаки и печат настъпва през XIX век. През 1884 г. Джордж Истман от Рочестър, Ню Йорк разработва технологията на филма, която заменя фотографските плаки, което води до технология, използвана от филмовите камери и фотоапарати днес. Той изобретява сухия светочуствителен гел, който се нанася върху хартия или филм. Това нововъведение бързо измества другите процеси, тъй като фотографът вече не трябва да носи със себе си сандъци с фотографски плаки и токсични химикали. През юли 1888 г. първият фотоапарат марка Kodak, дело на Джордж Истман, излиза на пазара под мотото „Вие натискате бутона, ние вършим останалото“. Така вече всеки може да прави снимки. Фотографията навлиза широко на потребителския пазар през 1901 г. с представянето на фотоапарата Кодак Брауни.
През 1908 г. Габриел Липман печели Нобелова награда за физика за своя метод за възпроизвеждане на цветове, който се основава на явлението интерференция, известен също като процес на Липман.

## Видове фотография и отделни стилове

### Черно-бяла фотография
Фотографията първоначално е черно-бяла или още монохромна. Дори и след като цветният филм става лесно достъпен, черно-бялата фотография продължава да доминира в продължение на десетилетия, което се дължи на по-ниската ѝ цена и „класическия“ изглед. Важно е да се отбележи, че монохромните снимки невинаги са само черни и бели, но съдържат и други нюанси, в зависимост от процеса. Например процесът, използван за първи път преди повече от 150 години и основан на белтъчен отпечатък, произвежда кафяви тонове.
Много фотографи продължават да произвеждат монохромни изображения. Някои пълноцветни цифрови изображения се обработват с помощта на различни техники за създаване на черно-бели изображения, а някои производители произвеждат цифрови фотоапарати, с които да се правят изключително монохромни снимки. Монохромните изображения не предават пряко и реалистично обекта, а са по-скоро абстракции на реалността, представляващи цветове в различни нюанси на сивото.

### Цветна фотография
Цветната фотография е изследвана в средата на XIX век. Ранните експерименти в цвят изискват изключително дълго експониране (часове или дни за изображения от фотоапарат) и не могат да предотвратят избледняването на цветовете, когато са изложени на бяла светлина.
Първата трайна цветна снимка е заснета през 1861 г. и използва принципа на трицветно разделяне, публикуван за първи път от физика Джеймс Кларк Максуел през 1855 г. Идеята на Максуел е да се вземат три отделни черно-бели фотографии и червени, зелени и сини филтри. Това осигурява на фотографа трите основни цветови канала, които се изискват, за да се пресъздаде цветно изображение. Прозрачни отпечатъци на изображенията може да се прожектират през подобни цветни филтри и насложат върху прожекционен екран. Цветен печат на хартия може да бъде произведен чрез наслагване на въглеродните отпечатъци на трите снимки, направени в техните допълнителни цветове. Руският фотограф Сергей Михайлович Прокудин-Горски използва широко тази техника за разделяне на цветовете със специална камера, която последователно излага филтрираните трицветни изображения върху различни части на продълговата плака. Понеже неговите експонирания не са били едновременни, снимките имат различни дефекти.
Развитието на цветната фотография се задържа от ограничената чувствителност на ранните фотографски материали, които са най-чувствителни към синьото, само малко по-чувствителни към зеленото и почти нечувствителни към червеното. Откриването на сенсибилизатор за бои от Херман Фогел през 1873 г. прави възможна добавката на чувствителност към зелено, жълто и дори червено. Подобряване на чувствителността към цветовете и текущите подобрения в общата чувствителност на емулсиите постоянно намалява времето на експонирането.
Първият комерсиален успех на цветния процес е въведен от братята Люмиер през 1907 г.

### Любителска фотография
Любителската фотография не е стил във фотографията, а по-скоро дейност на фотографи, които не се занимават професионално с тази дейност. Създателите на такова фотоизкуство се наричат обикновено фотолюбители и това са хора, които притежават някаква фотографска техника и голямо желание да запечатват събития и картини от тяхното ежедневие. Създаването на цифровите фотоапарати и големите възможности на компютърната техника са стимул за развиване на този род фотография – експериментиране, създаване и съхранение на албуми с фотоснимки в много големи размери, които не са на хартиен носител, както и значителното поевтиняване на фото-любителската дейност. С тази нова технология отпада необходимостта от проекционни устройства за преглед на диапозитиви или албуми за подреждане и съхранение на фотографските снимки, изработени по традиционните методи с филмова лента.

### Професионална фотография

#### Фотодокументалистика и репортажна фотография
В класическата фотография това е основния дял, включващ всички похвати, които се използват в акцентните фотографски приложни области, свързани с конвенционално заснемане (т.е. в неекстремна, или специфична среда, каквато е подводната /аква/ или въздушната /аеро/ фотография)

Фотодокументалната фотография включва както художествено заснети моменти от екстремни събития, така и детайлни и/или отчетливи моменти от статични или динамични обекти и лица. 

След появата на цифровата фотография, все повече за целта се използват кадри от видеорепортажи и видеохроники, които почти винаги са допълнително редактирани, с цел придаване на 'коректна визия', подходяща за публикуване. В класическата фотодокументалистика, цялата фотографска сцена е автентична и отряазява реалистично както отразяваното събитие, така и уменията на фотографа. 

Фотодокументалистика е синоним на 'документална фотография', но се използва по-често, за да не се бърка с един чисто приложен дял на научно-техническата фотография свързан с преснимане на документи, страници от книги, вестници, списания и др., с цел съставяне на архиви или подготвяне на фототипни набори за предпечат, който се наричан документна и предпечатна (на жаргон – печатарска) фотография.

Репортажна фотография е похват на снимане, който е най-познат от фотодокументалистиката, но се използва и в други фотографски области, като модната фотография, обредна фотография (свързана със заснемане на обредни тържества – събори, годишни чествания, семейни събития и др.).

#### Модна фотография
Модната фотография може да бъде репортажна фотография или фотосесии. Репортажната фотография обикновено дава информация за модни ревюта и други събития, свързани с модата. За целта са необходими както необходимата техника и осветление, така и опитен професионален фотограф. Тези събития изискват висока организация и ангажираност и на тях обикновено присъстват много фотографи, представители на най-различни реномирани вестници и списания. Те имат специален пропуск, което им осигурява достъп до места, където обикновените зрители не се допускат.

#### Портретна фотография
Портретната фотография има за цел заснемането на портрет на даден човек или малка група от хора. Фотографският портрет се съсредоточава обикновено върху лицето и неговото изражение, отразяващо вътрешното настроение. Този тип фотография се извършва най-често в специални студия, но може да се проведе и навън. За целта е необходим професионален фотограф. Портретната фотография всъщност съществува откакто е изобретен фотоапаратът. Тя е много по-евтина и по-достъпна технология от портретната живопис. Популярността на дагеротипа в средата на XIX век до голяма степен се дължи на голямото търсене на евтини портрети.

#### Художествена фотография
Една фотографска снимка може да бъде истинско художествено произведение на изкуството ако могат да се предават настроения, чувства и да се подчертават характери или изобразят картини от природата със силен заряд, доставящи естетическа наслада на зрителя. Възприемането е много индивидуално, защото всеки има изградени критерии за художественост, определени от възпитанието, образованието и различни обществени и социални позиции. Въпреки това естетическите качества на един фотопродукт, неговото възпитаващо въздействие и познавателна стойност е огромно, а когато това е направено с вкус и със спазване на основните правила за композиция и пропорция, фотографията е изкуство с висока художествена стойност.

##### Актова фотография
Актовата фотография е стил в художествената фотография и е свързана с изобразяване на голото човешко тяло с добре изразени форми и пропорции, показващо красотата и съвършенството. Фотогеничността на заснемания обект е от изключително значение за една фототворба. Макар при актовите снимки основният обект да е човешкото тяло, от много важно значение за композицията е фона и обстановката, в която се създава художествената фотокартина. Актовите снимки изцяло са дело на фотограф-художника. Те специално се подготвят и режисират, както по отношение на поведението на фотомодела, така и като фон, осветление и последваща обработка на фотоматериалите.

##### Спортна фотография
Спортната фотография пресъздава интересни моменти от динамичния, вълнуващ и състезателен свят на спорта. Тя е една от формите на художествената фотография, като ползва принципите и художествените ѝ средства за постигане на висок художествен ефект. Спортната фотография има много общи допирни точки с репортажната фотография, но невинаги високите изисквания към изобразителните качества на тази фотография са необходими за една добра спортна снимка с висока художествена стойност.

##### Сватбена фотография
Сватбената фотография обхваща няколко етапа и има за цел да запечата всички събития около сватбата, както и да предаде емоционалната наситеност на сватбения ден. Събития, които влизат в сферата на сватбената фотография са годеж, подготовка на булката и/или младоженеца, граждански и/или църковни ритуали, сватбено празненство (в ресторант или на открито), сватбена фотосесия (която може да бъде в същия или друг предварително уговорен ден) в студио или сред природата и спонтанни уловени моменти. За целта е необходим професионален фотограф с опит в този вид фотография, за да пресъздаде успешно атмосферата и чувствата.

#### Аерофотография
Аерофотографията е фотографска дейност, при която се заснима земната повърхност от висока въздушна позиция. Извършва се със специално конструирана аерофотоапаратура и посредством летателни апарати – самолети, хеликоптери, аеростати, дирижабли, делтаплани, хвърчила или безпилотни летателни апарати. Като продукт се създават аерофотоснимки, предназначени за нуждите на военното разузнаване, топографията и картографията, археологията, средствата за рекламата, киното, климатологията и други.

#### Продуктова фотография
Или още известна като продуктово заснемане. Това е един от последните видове фотография. С налагането на онлайн търговията и желанието за по-доброто показване на всеки един продукт този нов тип фотография се налага с бурни темпове. Ползва се богат диапазон на апаратура според зависи какъв е продуктът, какъв е желаният ефект от заснемането и как най-добре ще се върже с визията на сайта.

#### Стокова фотография
Стоковата фотография обхваща всички разновидности на фотографията и включва централизирано разпространение на снимки чрез интернет срещу заплащане или свободно ползване, при условие че се посочат точно името, източникът и датата, когато тази информация е налична. Фотографите предоставят снимките си на специализирани агенции, наричани фотобанки (фотобиблиотеки), които ги „държат на склад“ (оттук и често ползваният термин „складова фотография“). Тези агенции предлагат снимките на всички заинтересовани издания или физически лица. Този метод на разпространение позволява търговията със снимки, направени без предварителна поръчка, но подходящи за илюстриране на популярни журналистически теми, за създаване на календари, плакати и други цели.

## Композиция
В превод от латински композиция означава съчинение, съставяне, съединение, връзка, т.е. построяване на изображение, установяване на съотношението между отделните му части, които образуват в крайна сметка едно цяло – завършено и истинско по обща геометрия на кадъра, по линейно, светлинно и тонално построяване на фото-изображението. Понятието композиция се отнася за целия изобразителен строеж на снимката, като отчита смисловото натоварване, разположението на фигурите и предметите върху повърхността на картината, посоката на изобразеното движение в кадъра, ходът и ритъма на основните линии на рисунъка, разпределението на светлинните петна, перспективата на фото изображението.
Композицията на кадъра зависи от:
- Избраната точка на фотографиране
- Разстоянието между обекта и фотоапарата
- Посоката на оптичната ос на обектива

## Смислов център
Разглеждайки една снимка, ние забелязваме, че тя е съставена от много най-различни елементи – хора, предмети от заобикалящата ги среда, светли места, тъмни пространства, едни са на фокус, други са разфокусирани. Майсторството във фотографията е така да организираме пространството на кадъра, че успеем да влезем в диалог със зрителите и да им внушим своята идея.
- Уедряване. При този подход представяме изображението на сюжетно важния елемент в уедрен мащаб. В този случай се фотографира от близко разстояние, а рамката на кадъра очертава сравнително малко пространство
- Поставяне на главния обект в кадъра на преден план. Този похват се различава от казаното в предишната точка. Рамката на кадъра може да обхваща и широки пространства – снимката да бъде в общ план, а само главният обект да бъде близко до фотоапарата и да се изобразява в кадъра едро върху фона на широките простори на пейзажа, общият вид на интериора и т.н.
- Тонално различие между обекта и фона. Контрастът на тоновете подпомага изявяването на главния обект на изображението: светлият обект отчетливо се очертава върху тъмния фон, също както и тъмният обект върху светъл фон или жълтият обект на син фон и червеният обект на зелен фон.
- Светлинен акцент. При него най-високите яркости се образуват върху главния елемент на композицията. Може да се постигне в студио, като насочим най-силния светлинен сноп върху главния елемент или при естествени услови, като поставим важния елемент да се огрява от лъчите на слънцето на тъмен фон.
- Фокусиране върху главния обект и загуба на рязкост във фона и второстепенните по значение елементи на композицията.
- Създаване на контрастен тонален рисунък на главното и мека градация на второстепенните елементи на фона.

## Фотографски техники
За постигане на изразност на фотографната снимка и да се предаде замисъла и внушението на автора, се използват различни фотографски техники при заснемането, копирането и лабораторната обработка на снимковия материал:
- Нисък ключ
- Висок ключ
- Соларизация
- Фотобарелеф
- Тониране на фотоснимки
- Контражур
- Боке

## Технически термини и оборудване

### Фотографски уреди
- Фотоапарат
- Цифров фотоапарат
- Фотографски филм
- Обектив – обективите могат условно да се разделят в три основни групи: широкоъгълни, нормални и дългофокусни
- Фотосветкавица
- Фотографски прожектори за осветление
- Диапроектор
- Светломер
- Статив

### Други технически термини
- Диафрагма
- Затвор
- Визьор
- Негатив
- Диапозитив
- Фотографски проявител
- Фиксаж
- Дълбочина на рязкост
- Относителна апертура
- Цветна температура
- Експонация
- Светлосила
- Светлочувствителност
- Фотографски процес
- Фотокопиране
- Относителна апертура
- Дълбочина на рязкост

## Фотографията в България
Първата съхранена фотографска снимка на българи е от 1842 – 1843 г. На портрета са фотографирани във Виена възрожденецът Тодор Минков с майка си. Фотографията вероятно е направена от българина Анастас Йованович. Пионерите фотографи поставили началото и популяризирали фотографското изкуство в България са:
- Анастас Йованович (1817 – 1899) е роден във Враца. Останал сирак, заминава при вуйчо си в Белград, където работи в откритата сръбска държавна печатница. Изпратен е да учи в художествената гимназия във Виена. Изучава литография, гравиране върху мед и стомана, а от 1839 г. е един от първите във Виена запознат с фотографията дагеротипия и талботипия. През 1854 г. създава първите стереоскопски снимки. Съхранени са около 800 негови снимки.
- Анастас Карастоянов (1822 – 1880). Фотограф и художник, зограф и гравьор. Син на първия български печатар Никола Карастоянов. Проявява се като добър график, отпечатва щампи, илюстратор и художествен оформител на книги. През 1863 г. усвоява фотографията и е един от най-известните възрожденски фотографи. Негово дело са запазените до днес образи на Васил Левски и Стефан Караджа.
- Тома Хитров (1840 – 1906) е роден в Ловеч. Участва в Белградската легия. Помощник войвода в четата на Филип Тотю. Опълченец и участник в боевете при Шипка, Шейново и Стара Загора. Дейността му на фотограф започва в Румъния. За поколенията чрез фотографиите му са съхранени образите на Христо Ботев, Захари Стоянов, Никола Славков, Панайот Хитов, Никола Странджата.
- Георги Данчов (1846 – 1908) е роден в Чирпан. Фотограф, художник, зограф, литограф. Член е на Чирпанския революционен комитет и близък съратник на Васил Левски. Заточен за революционна дейност в Диарбекир, избягва и участва с руските войски в освободителната Руско-турска война. Установява се в Пловдив и е активен участник в Съединението. Създава литографията „Свободна България“ както и литографските портрети на Левски и Ботев, останали и до днес като образец художествено майсторство.
- Георги Ст. Георгиев (1881 – 1956). Изтъкнат фотодеятел и теоретик на фотоизкуството. Летец-наблюдател и аерофотограф във войните от началото на ХХ век. Преподавател по аерофотография 1914 – 1917 г. Член на първото фотографско дружество в България (1897 г.) и основател на българския фотоклуб през 1920 г. Главен инструктор по художествена фотография към ДП „Българска фотография“, лектор по въпросите на това изкуство, преподавател в курсове по фотография, автор на трудове и публикации по фотоизкуство.